# Punta de Europa
La Punta de Europa (en espagnol) ou Europa Point (en anglais) est le point le plus méridional de Gibraltar, situé à l'extrémité du rocher de Gibraltar. Mais elle n'est pas l’extrême pointe sud de la Péninsule Ibérique ou de l'Europe continentale, car celle-ci est la pointe de Tarifa qui se trouve non loin de là de l'autre côté de la baie de Gibraltar (ou baie d'Algésiras). Sur un plan hydrographique, la Punta de Europa marque l'entrée nord du détroit de Gibraltar en mer Méditerranée ; l'entrée sud est la Punta Almina à Ceuta.
La zone est plate et occupée par un terrain de jeux (Europa Sports Field) et plusieurs bâtiments. Par temps clair, on y a une belle vue sur le détroit de Gibraltar, l'Afrique, y compris les montagnes marocaines du Rif et la baie d'Algésiras. Les bâtiments comprennent la mosquée Ibrahim-al-Ibrahim, le sanctuaire catholique de Notre-Dame de l'Europe et un phare.
Le phare fut construit sur ordre du gouverneur de Gibraltar, Alexander Woodford, entre 1838 et 1841. Depuis février 1994, il est entièrement automatique et son faisceau peut être vu à une distance de 27 kilomètres. C'est le phare situé le plus au sud parmi ceux administrés par la Trinity House ; et c'est le seul qui soit situé hors du Royaume-Uni.
La Punta de Europa est reliée à la partie orientale du Rocher, y compris aux baies de Sandy Bay et Catalan Bay, par le tunnel Dudley Ward, fermé pour des raisons de sécurité en 2002, après la mort d'un automobiliste à la suite d'une chute de rochers. Il est rouvert en 2010.

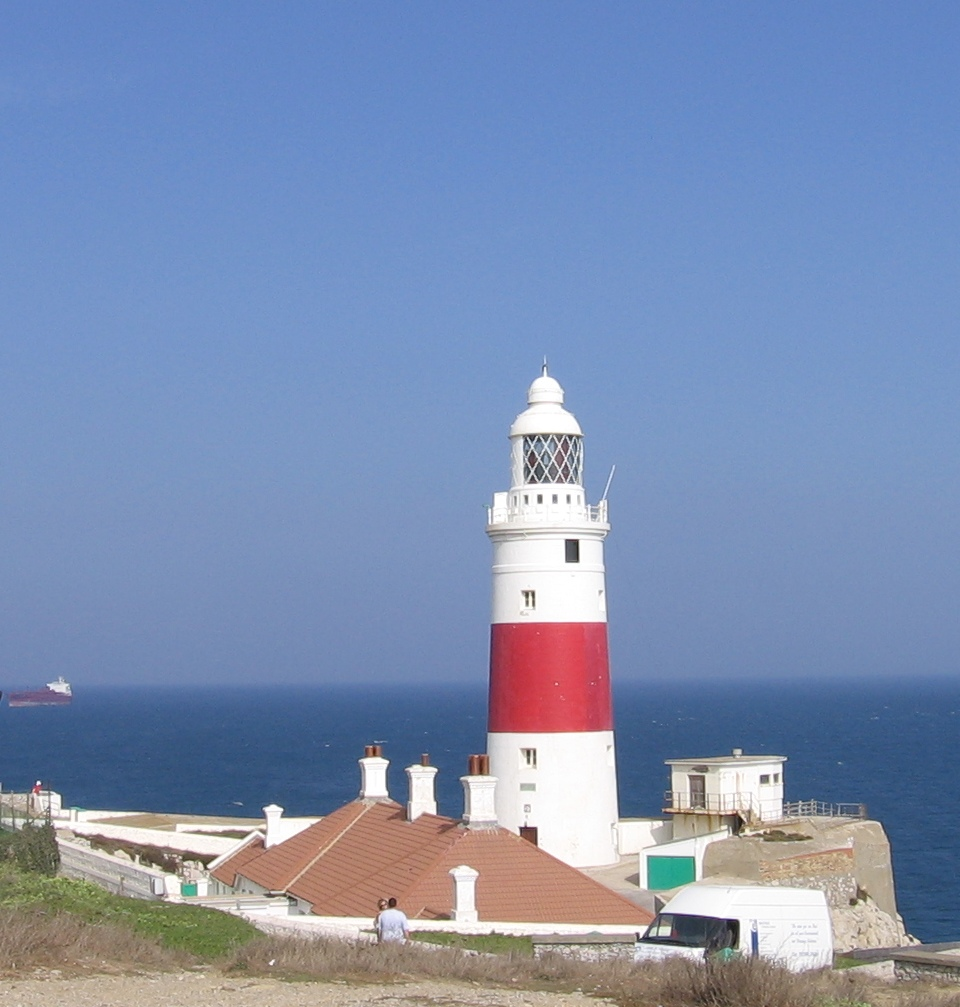
Le phare de Punta de Europa.